# 양앙
양앙(楊昻, ? ~ ?)은 중국 후한 말의 무장이다.

## 행적
장로(張魯)를 섬겼다.
213년 마초(馬超)가 기성(冀城)을 공격하자 장로는 양앙으로 하여금 마초를 돕도록 했다. 마초가 기성을 점령한 후, 양앙은 마초의 명령으로 양주자사 위강 등 조조가 보낸 관리들을 살해하였다. 그러나 이후 양부(楊阜)가 마초군을 궤멸시키는 바람에 세력이 약해진 마초는 한중에 몸을 의탁했는데 이때 마초와 같이 돌아온 것으로 보인다.
215년 조조가 한중을 공격했을 때 양평관(陽平關)을 방어했으나, 조조가 장위(張衛)를 무찌르고 양평관을 점령한 후 더 이상 기록에 등장하지 않는다.

## 《삼국지연의》에서의 양앙
삼국지연의에서는 마초가 기성을 공격했을 때 양앙이 참전했다는 말은 없다. 조조가 한중을 공격할 때 양평관을 지키면서 하후연(夏侯淵)과 장합(張郃)의 진영을 야습하여 승리를 거두었다. 조조가 스스로 양평관을 정찰하러 나왔을 때 군사를 거느리고 공격했으나 허저(許褚)의 분투로 인해 실패했다. 조조가 한중군을 끌어내기 위해 거짓 철수한 것에 넘어가 추격에 나섰다가 장합에게 죽임을 당하는 것으로 나온다.